# Anderlingen
Anderlingen település Németországban, azon belül Alsó-Szászország tartományban. Lakosainak száma 865 fő (2023. december 31.).

## Népesség
A település népességének változása:
| Lakosok száma | 883  | 876  | 865  | 859  | 844  | 854  | 865  |
|               | 2014 | 2016 | 2017 | 2019 | 2021 | 2022 | 2023 |